# Polsko-Niemiecka Izba Przemysłowo-Handlowa

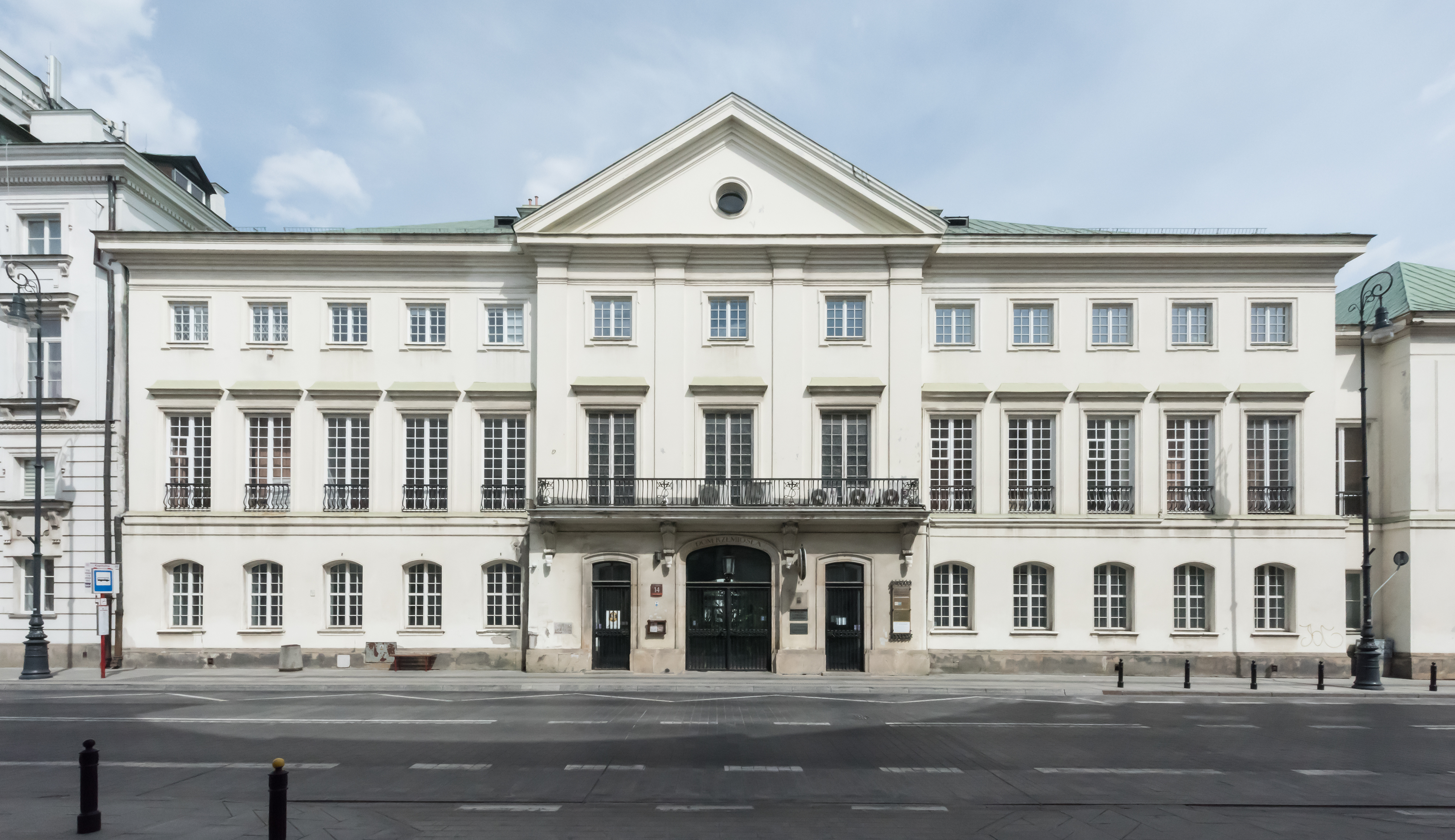
b. siedziba Izby w Pałacu Chodkiewiczów (1995-2023)

Polsko-Niemiecka Izba Przemysłowo-Handlowa (AHK Polska) (niem. Deutsch-Polnische Industrie- und Handelskammer, AHK Polen) – niemiecka agencja gospodarcza działająca w formie prawnej polskiej izby gospodarczej, podporządkowana i zależna organizacyjnie i finansowo od Federalnego Ministerstwa Gospodarki i Ochrony Klimatu (Bundesministerium für Wirtschaft und Klimaschutz); jednostka jest największą pod względem liczby członków izbą bilateralną w Polsce. AHK Polska jest też jedną z 92 niemieckich Zagranicznych Izb Przemysłowo-Handlowych, uznana przez Niemieckie Zrzeszenie Izb Przemysłowo-Handlowych (Deutscher Industrie- und Handelskammertag) oraz Krajową Izbę Gospodarczą. Głównymi zadaniami AHK Polska są wspieranie niemieckich firm w Polsce i polskich w Niemczech oraz informowanie o rynku niemieckim.

## Historia
W okresie międzywojennym, od 1927, działała Deutsch-Polnische Handelskammer E.V. (Niemiecko-Polska Izba Handlowa), inna nazwa – Deutsche Handelskammer für Polen e.V. (Niemiecka Izba dla handlu z Polską), z siedzibą we Wrocławiu przy Graupenstr. 15 (obecnie ul. Krupnicza), następnie przy Wallstr. 2 (ob. ul. Włodkowica) (1936), oraz oddziałami – w Berlinie przy Kurfürstenstraße 88, i w Warszawie w Al. Ujazdowskich 36 (1938).
- 2 listopada 1990 – otwarcie Delegatury Gospodarki Niemieckiej w Polsce,
- 15 września 1994 – zgromadzenie założycielskie Polsko-Niemieckiej Izby Przemysłowo-Handlowej,
- 7 lipca 1995 – otwarcie Polsko-Niemieckiej Izby Przemysłowo-Handlowej,

## Prezydenci
- 1994-2004 – dr Jan Kulczyk
- 2004-2007 – Wojciech Kostrzewa
- 2007-2010 – Burghardt Bruhn
- 2010-2013 – Piotr Maria Śliwicki
- 2013-2018 – Peter Baudrexl
- 2018-2022 - Anna Włodarczyk-Moczkowska
- od 2022 - Markus Baltzer

## Media
- dwumiesięcznik Wi – Wiadomości gospodarcze
- Newsletter gospodarczy
- Newsletter prawno-podatkowy

## Przedstawicielstwa przy Izbie
- Federacja Przemysłowych Stowarzyszeń Badawczych (Arbeitsgemeinschaft industrieller Forschungsinstitute – AiF) – 1997-2008
- Wolny Kraj Związkowy Bawarii (Freistaat Bayern) – od 2006
- Niemiecki Instytut Wina (Deutsches Weininstitut) – od 2008
- Niemiecka Centrala Turystyki (Deutsche Zentrale für Tourismus e.V. – DZT)
- Niemiecka agencja promocji handlowej i inwestycyjnej (Germany Trade and Invest)
- Agencja Rozwoju Gospodarczego Landu Nadrenia Północna-Westfalia (NRW.INVEST GmbH) – od 2016

## Siedziba
Biuro Polsko-Niemieckiej Izby Przemysłowo-Handlowej mieściło się w Pałacu Chodkiewicza przy ul. Miodowej 14 (1995-2023), obecnie przy ul. Grzybowskiej 87 (2023-). Izba utrzymuje też biura regionalne w Gdańsku, Katowicach, Poznaniu i Wrocławiu.